# Appairage
Pour Peering sur Internet, voir Peering.

## Appairage dans les réseaux informatiques
L'appairage est utilisé dans les réseaux informatiques pour établir un lien entre les appareils informatiques et permettre les communications entre eux. L'exemple le plus courant d'appairage est celui du Bluetooth, reliant des appareils comme le casque Bluetooth à un téléphone portable. 

## Appairage / désappairage en télévision chiffrée satellitaire
On parle d'appairage en matière d'accès à la télévision chiffrée satellitaire, lorsque le contrôle d'accès du terminal satellite DVB-S ne reconnaît que les cartes à puces de même nature, donc appairées. Par exemple une carte d'accès Fransat ne fonctionne que dans le lecteur de carte Viaccess du terminal labellisé Fransat, toutefois ce dernier peut lire une autre carte d'abonnement, exemple Bis TV, utilisant le même standard Viaccess. Pour les terminaux labellisés Canal Ready, également Viaccess, c'est encore plus restrictif puisqu'ils ne lisent que les seules cartes d'accès TNT Sat ou cartes d'abonnement Canalsat.
Le désappairage est la situation ou l'action contraire est réalisée, par exemple insérer une carte TNT Sat dans un lecteur Fransat, on dit alors que le binôme est désappairé.
Il découle de ce système protecteur des intérêts commerciaux des parties, que les constructeurs de téléviseurs pourtant équipés en matière de tuner réception TV Numérique Satellite (TNS), ne peuvent pas proposer les deux bouquets français gratuits, même en disposant d'une carte valide.